# Lisa Bertini
Lisa Bertini-Fraquelli (Pisa, 22 febbraio 1972) è un'ex canottiera italiana.

## Biografia
Nata a Pisa nel 1972, è sorella maggiore di Lorenzo Bertini, anche lui canottiere, bronzo olimpico nel 4 senza pesi leggeri ad Atene 2004.
A 24 anni ha preso parte ai Giochi olimpici di Atlanta 1996, nel 2 di coppia pesi leggeri insieme a Martina Orzan, passando il primo turno al ripescaggio, con il tempo di 6'59"06, 1º della loro batteria, le semifinali con il 3º crono, 7'15"29 e mancando per soli 27 centesimi di secondo la medaglia di bronzo in finale, chiusa in 7'16"83, dietro all'Australia.
Dopo l'Olimpiade ha lasciato l'attività agonistica e si è sposata con Danilo Fraquelli, anche lui canottiere. La loro figlia, Carolina Fraquelli, è diventata mezzofondista.